# Taslima Akhter

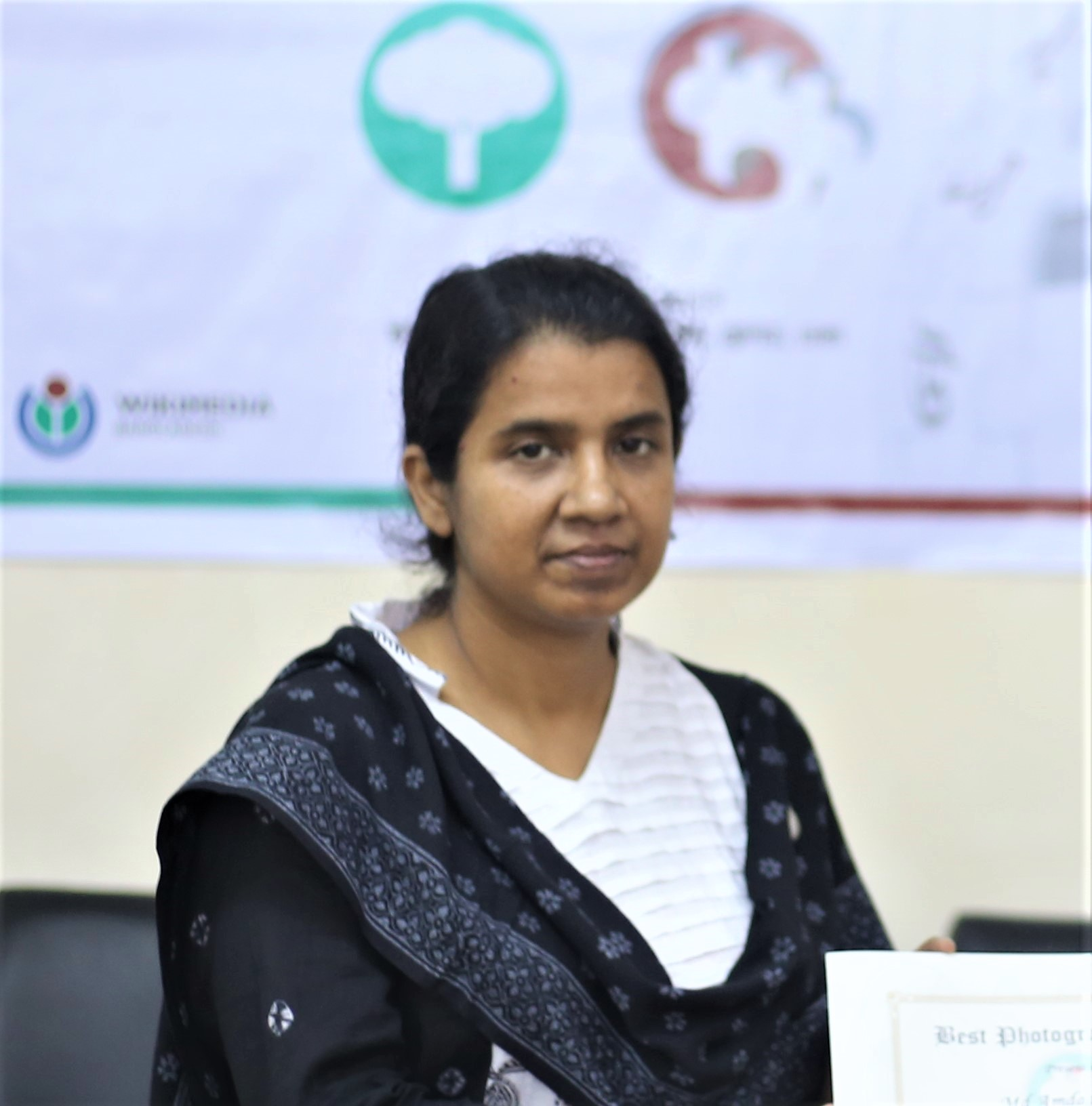
Taslima Akhter

Taslima Akhter (* 1974 in Dhaka) ist eine aus Bangladesch stammende Fotografin, welche die Umstände in ihrem Land dokumentiert. So sind in beengten Verhältnisse, die beim Betrachter Beklemmung und Unwohlsein auslösen, ihr Hauptmotiv.

## Leben
Akhter studierte Verwaltungswissenschaften an der Universität ihrer Heimatstadt und dann Fotografie am Pathshala South Asian Media Institute. Seither arbeitet sie als freie Fotografin und Dozentin für Fotojournalismus am Pathshala. Außerdem arbeitet sie als Koordinatorin der „Bangladesh Garment Workers Solidarity“, einer Organisation zur Unterstützung der Textilarbeiter in Bangladesch.

## Auszeichnungen
Sie wurde 2014 mit dem LeadAward in Gold (Fotografie des Jahres) ausgezeichnet. Ihr Foto zeigt zwei Arbeiter in Umarmung in einer eingestürzten Textilfabrik.
Bereits 2013 wählte das Time Magazine ihr Foto zu den „Top 10 photos of the year“ und sie erhielt den „Best Photographer Award“ der 5. Dali International Photography Exhibition in China. Ihre Fotoserie „The Life and Struggle of Garment Workers“ gewann den 3. Preis des „Julia Margaret Cameron Award“.